# Ostron

Målning med ostron av Martinus Nellius, 1693.

Ostron (Ostreidae) är namnet på olika typer av mollusker (blötdjur) som lever på hårt underlag i grunt, ganska varmt, salt och rent vatten. I familjen ingår släktena Ostrea, Crassostrea, Ostreola och Saccostrea. Skalet består mest av kalk, och innanför detta finns en mjuk kropp. Dessa djur livnär sig av plankton som de filtrerar från vatten genom gälarna och har en stark adductormuskel, som används för att hålla skalet stängt.
Ostronet är tvåkönat, det börjar sitt liv som hane men genomgår en flerårig process där könet byts. Ett ostron kan bli över 30 år gammalt, dess skaldiameter kan då överstiga 30 centimeter.  
Några arter i denna grupp är högt prissatta som mat, både råa och tillagade. Om ostronet äts färskt är det i regel levande när man öppnar skalet.

## Ostron i Sverige
Fram till 2006 har bara arten europeiskt ostron (Ostrea edulis) funnits ibland ostron som lever naturligt i Sverige. Här förekommer den endast på Västkusten eftersom den kräver en salthalt på minst 25 promille för att kunna fortplanta sig; även här lever den på gränsen av sitt utbredningsområde. Den är relativt sällsynt, men där den finns är det på tre till sex meters djup, längs skalgrusbankar i skyddade vikar. Under perioder med varmare klimat, till exempel under bronsåldern, var beståndet betydligt större och mer livskraftigt. För att ostronet ska kunna föröka sig måste vattnet vara tillräckligt varmt, vilket bara infaller ungefär vart femte år i Skagerrak. På Sydkoster finns det ett företag som samlar in vuxna ostron från havet och sätter ner dem i 20-gradiga saltbassänger där honan ur sitt skal kan släppa ifrån sig upp till en miljon små larver. Efter tre år har en del av dessa blivit så stora att de kan säljas som matvara. De äter växtplankton och kan därmed bidra till att minska övergödningen i havet.
Ett vanligt fel är att kalla Ostrea edulis som skördas i Sverige för "svenska beloner". Belon är en plats i Frankrike, som det saknas anledning att förknippa med svenska ostron. Ostron som odlas i Sverige ska därför benämnas Ostrea edulis eller helt enkelt bara "svenska ostron".
Sverige, jämfört med Frankrike, har fördelen att parasiter som drabbar ostron i varmare vatten inte trivs på kallare breddgrader.
Europeiskt ostron anses av fransmännen vara de absolut godaste. Därför är Ostrea edulis det dyraste ostronet i Frankrike.
Ostronpremiären infaller alltid första lördagen i september.

### Ny art i Sverige 2007
År 1970 placerades det japanska jätteostronet, Crassostrea gigas, ut på prov vid Västkusten, men de kunde då inte fortplanta sig. År 2007 upptäcktes samma art i svenska vatten. Ett stort bestånd av ostronen hittades vid Bovallstrand. Arten är sedan 2010-talet invasiv vid Västkusten.